# Vidra (gmina w okręgu Ilfov)
Vidra – gmina w południowej części okręgu Ilfov w Rumunii. W skład gminy wchodzą wsie: Crețești, Sintești i Vidra. W 2011 roku liczyła 9516 mieszkańców. Jest to najdalej wysunięta na południe gmina w Okręgu Ilfov.